# Waterpoort (Sneek)
Waterpoort es una puerta de agua y puente fluvial ubicada en el extremo del río Geeuw (en frisón y oficialmente, Geau) en la ciudad de Sneek, provincia de Frisia, Países Bajos. Es uno de los hitos más conocidos y más visitados de la ciudad, cuya imagen se usa con frecuencia con fines comerciales y en eventos. Entre otros, los veleros que representan a la ciudad en competiciones nacionales llevan su imagen en forma de logotipo en sus velas. La Waterpoort forma parte del patrimonio nacional neerlandés.

## Historia
En los siglos XV y XVI se construyó una muralla defensiva en torno a la ciudad de Sneek, que se encuentra ubicada en una ruta importante de transporte de mercancías entre Leeuwarden y Stavoren, que en aquellos tiempos daban acceso a la rica Holanda (tanto del norte como del sur). Como estrategia comercial, se construyó al mismo tiempo un nuevo puerto en el embalse de Kolk, en el extremo nororiental del Geaue, sobre el estrecho paso (Hoogendster) que une el embalse con la céntrica parte sur de la ciudad (Stadsgracht).

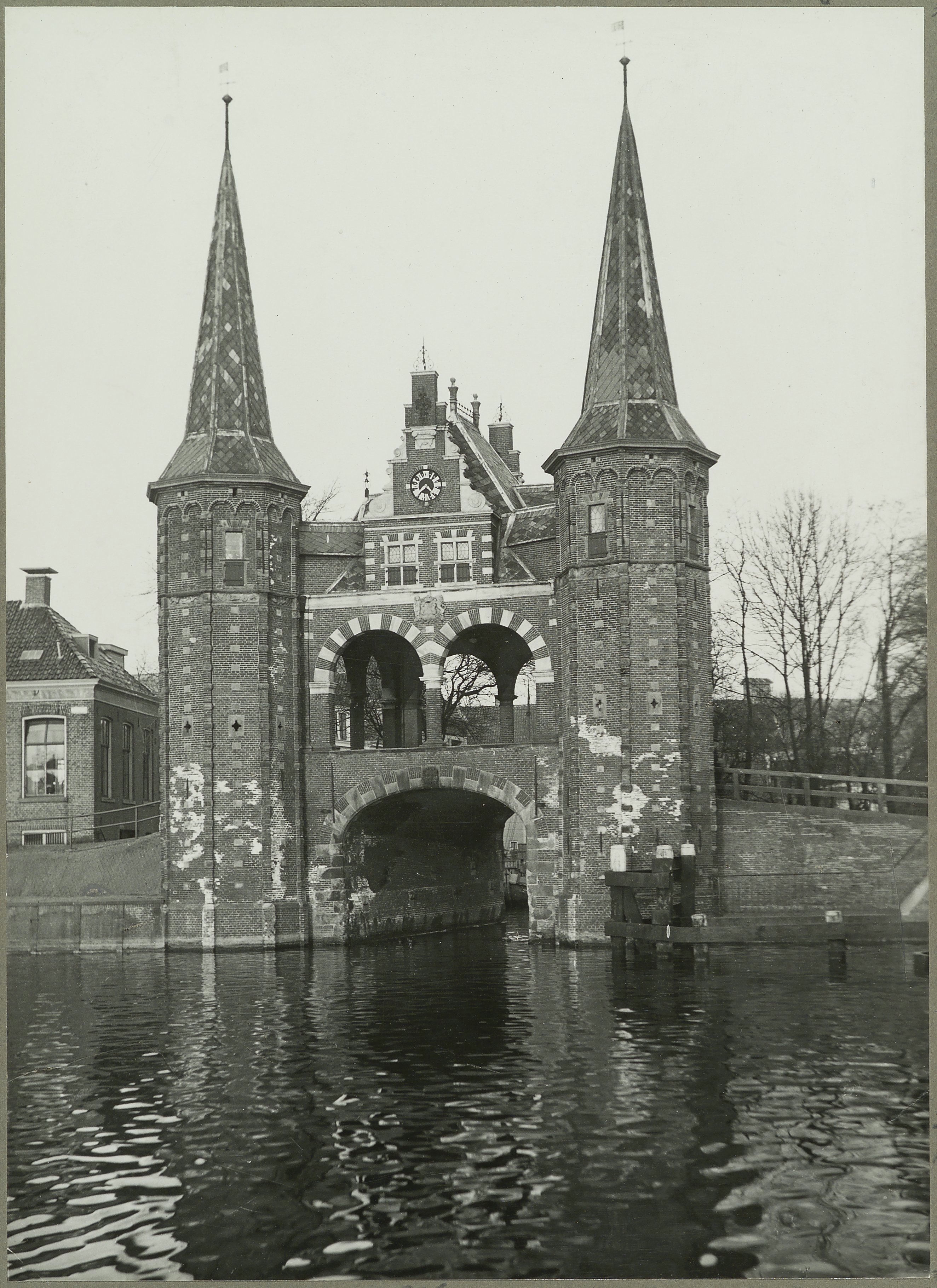
Foto de Waterpoort de principios del

Se cree que la puerta original fue construida alrededor de 1492, año en que se ultimaron las principales obras de construcción de la muralla defensiva de la ciudad, de la que formaría parte, sirviendo para cerrar el acceso a la ciudad desde el río en caso de un ataque enemigo o cualquier otra contingencia. En 1613 es cuando se erige la famosa construcción encima de la puerta, al mismo tiempo que se convierte en una puerta de vigilancia ciudadana y con fines decorativos, ya que por entonces ya no tenía una función militar. Construida y adornada al estilo manierista, no se sabe con seguridad quién fue el artífice de su diseño, siendo los más probables de los nombres que se han barajado Thomas Berentsz y Jacob Lous. Es por tanto que se suele referir al año 1613, a pesar de la existencia del puente desde finales del siglo XV, como el año de construcción de la puerta. En 1757 se realizó una renovación completa de la estructura.
En 1785 se incorporó dentro de la buhardilla la caseta del vigilante, confiriendo a la estructura un típico aspecto del siglo XVIII. A partir de 1825, la ciudad dejó de tener toques de queda por la noche, con lo que la puerta perdería definitivamente su última función de vigilancia. En el siglo XIX, como parte del proyecto de expansión de la ciudad, que conllevó la demolición de la muralla, todas las demás puertas del Geau alrededor de Sneek fueron demolidas. El destino de la Waterpoort no iba a ser distinto, ya que los nuevos barcos a vapor no cabían debajo del puente. Sin embargo, una intensa acción ciudadana en pro de la conservación de la puerta hizo que esta se quedara intacta. En 1877 fue restaurada en base al diseño del arquitecto de renombre nacional Isaac Gosschalk. Gosschalk revirtió muchos de los cambios de diseño del siglo XVIII, restaurando el diseño de la estructura de principios del siglo XVII. A ello se unió su propia interpretación artística particular, determinando el aspecto actual de la puerta.

## Diseño
La puerta en sí es un puente sencillo y robusto de paso peatonal con una abertura en forma de arco escarzano y con una anchura algo más que la cuarta parte del ancho del río en el punto donde está erigida. Con ello se reducía y controlaba el acceso de barcos a la ciudad. Originalmente el puente contaría con vallas de madera.
Encima de la puerta se extiende una logia de ocho arcos, dos en cada fachada y costado. A ambos lados de la logia se erigen torres octagonales, y encima de ella está el ático, con su característico saliente de forma triangular, que servía de morada de los vigilantes del puente. Cara a la ciudad, la fachada del ático tiene integrado un reloj y directamente debajo del ático, en la parte superior de la logia, viene estampado el escudo de armas de la ciudad de Sneek.

## Galería

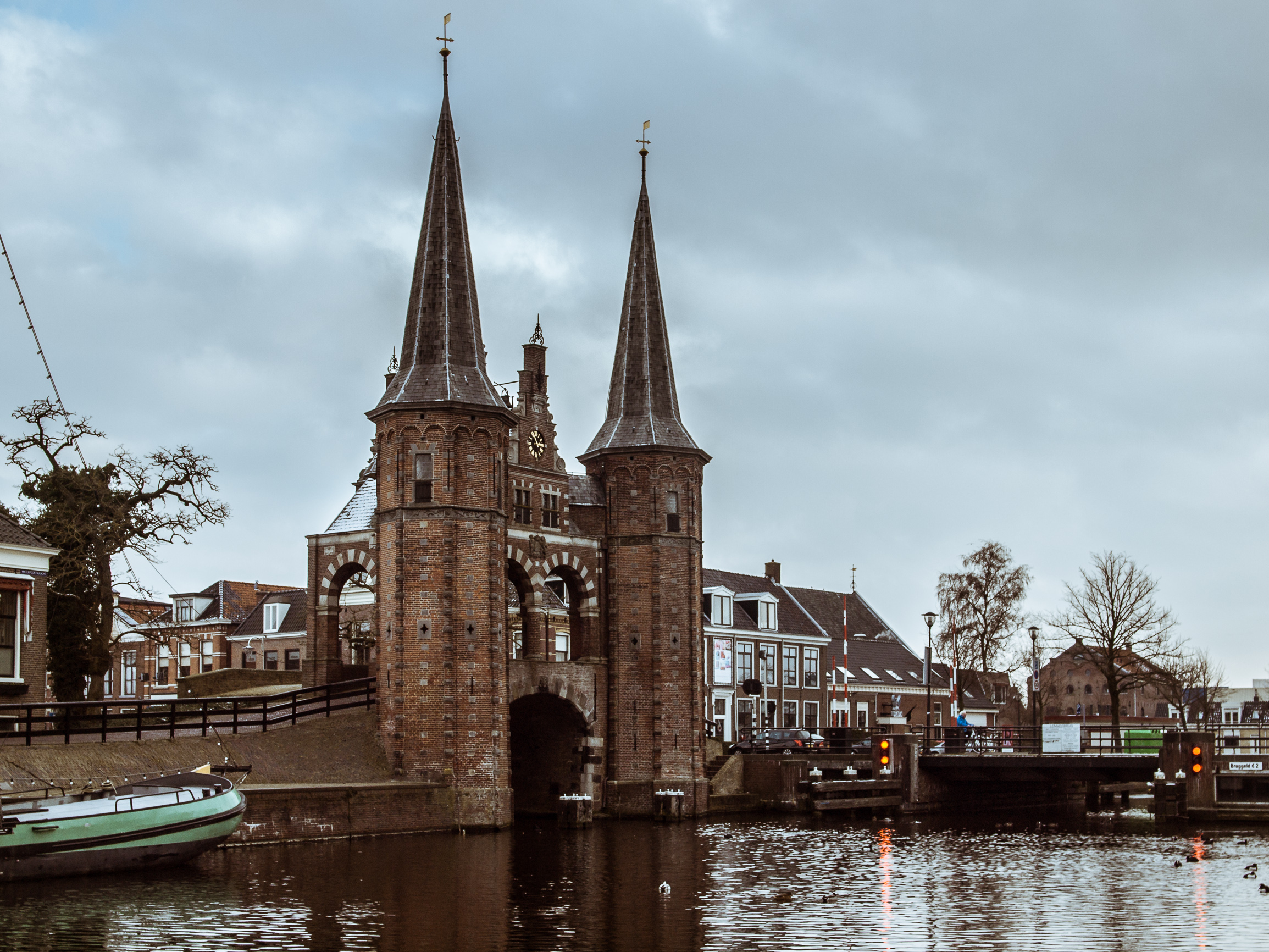
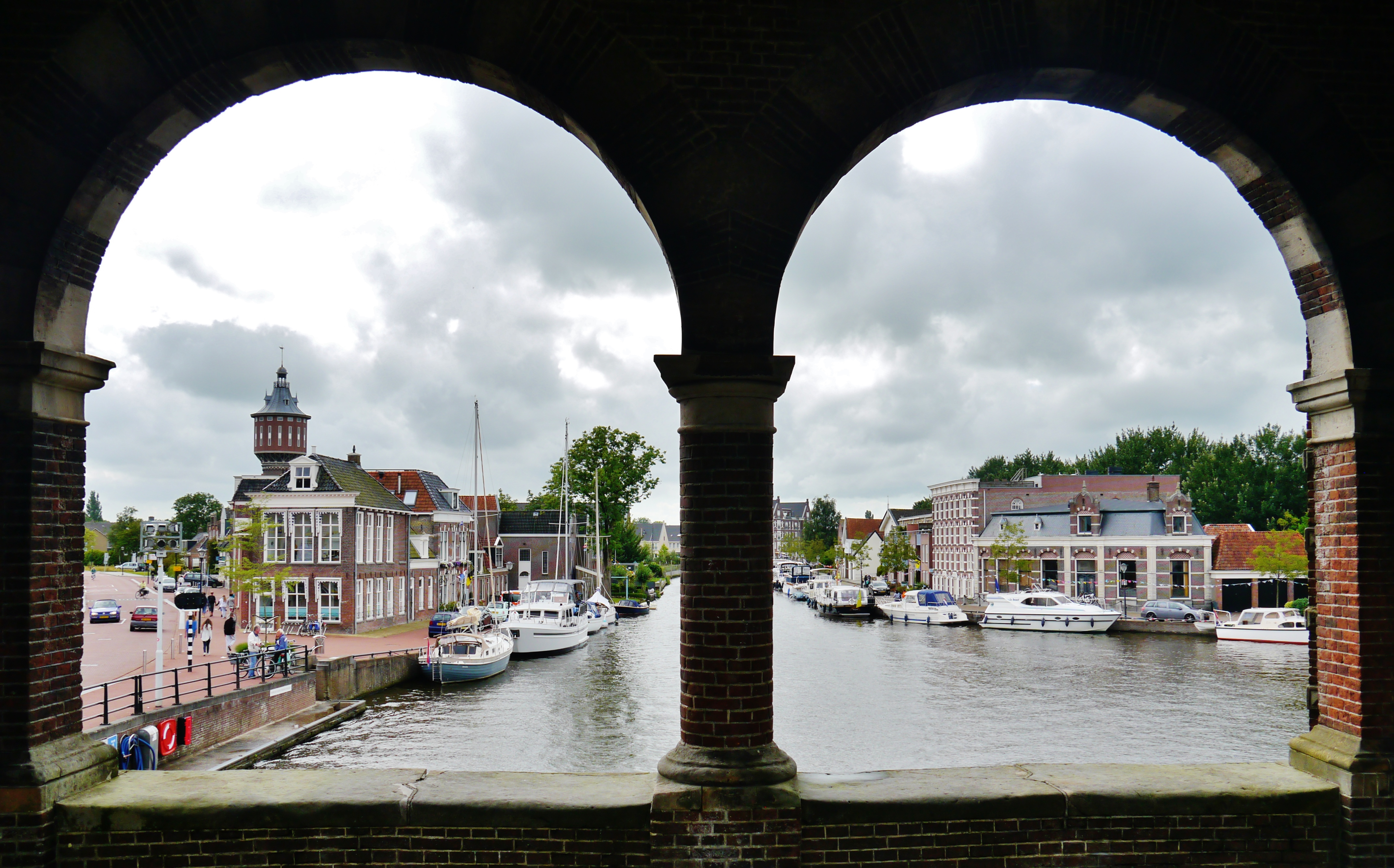
Vista del embalse Kolk desde la logia
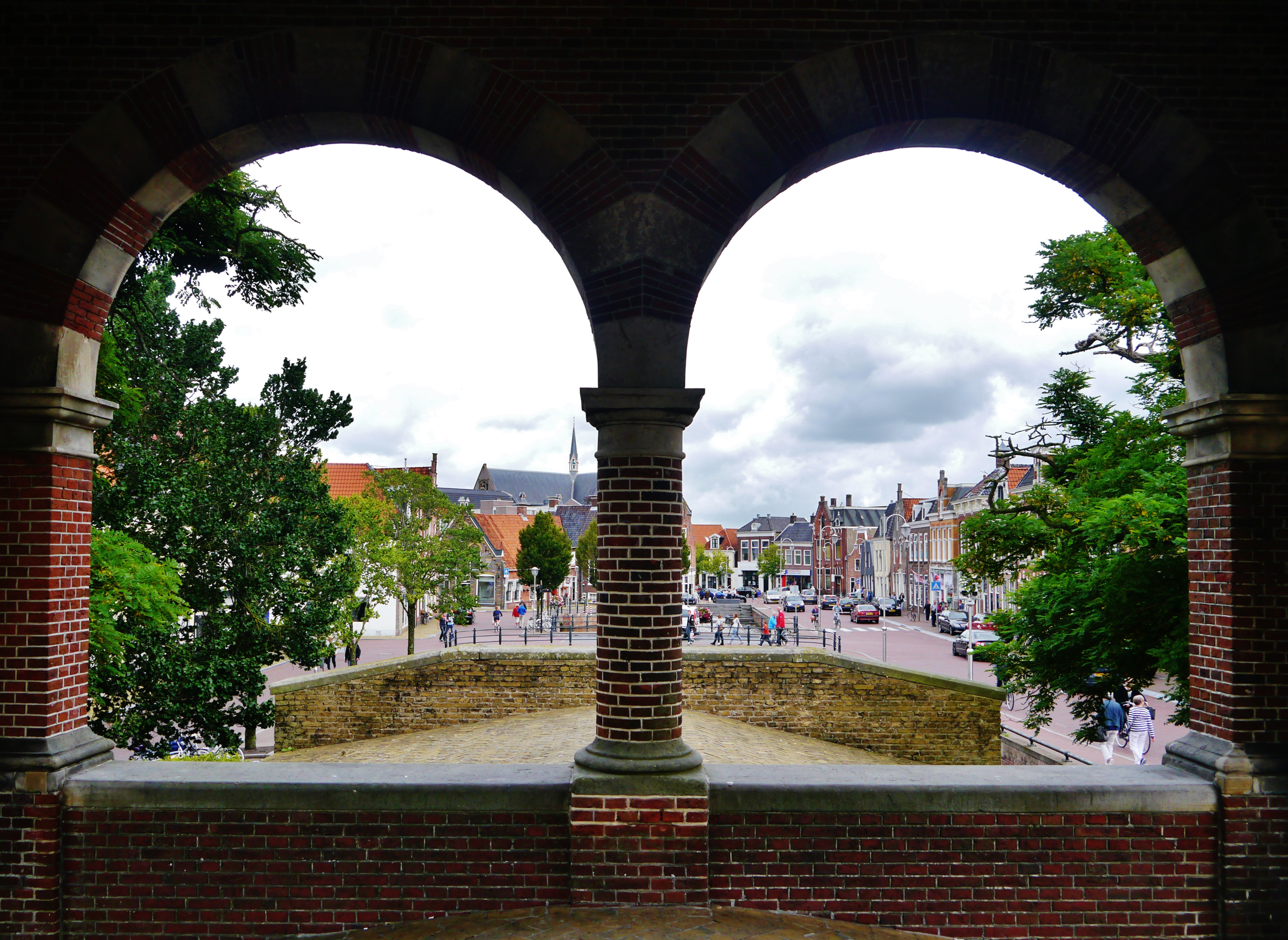
Vista de la ciudad desde la logia
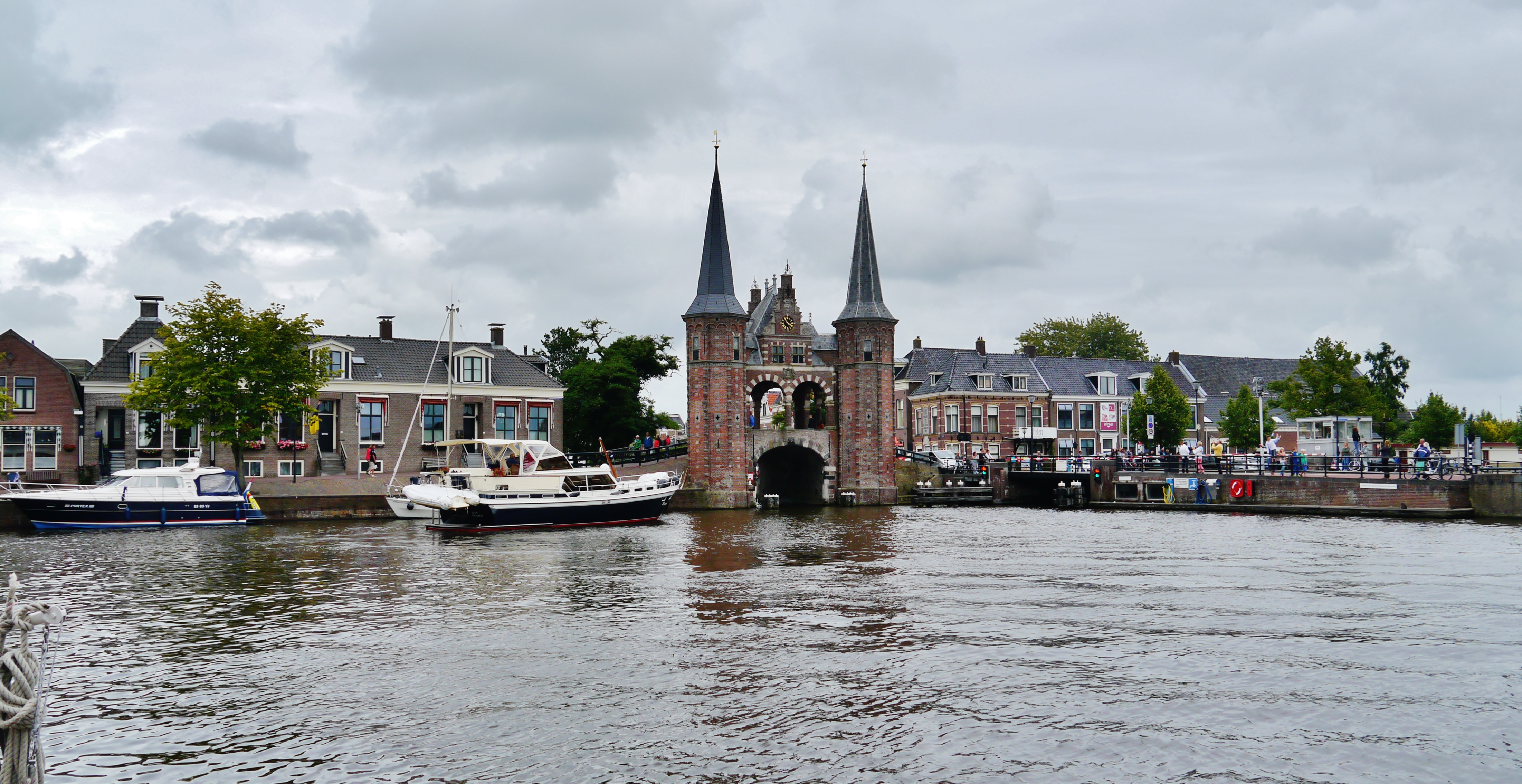
Vista a la Waterpoort desde el embalse Kolk
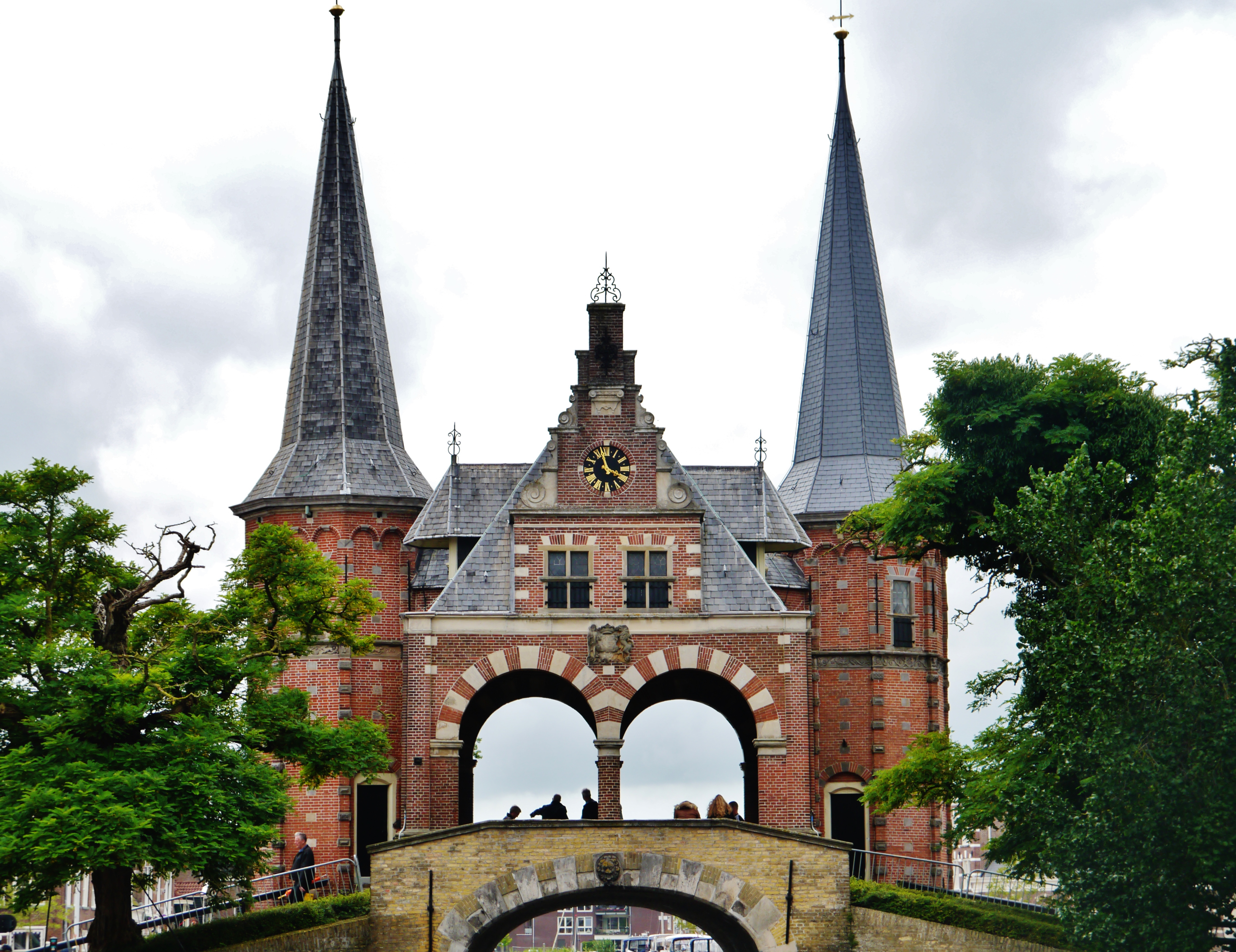
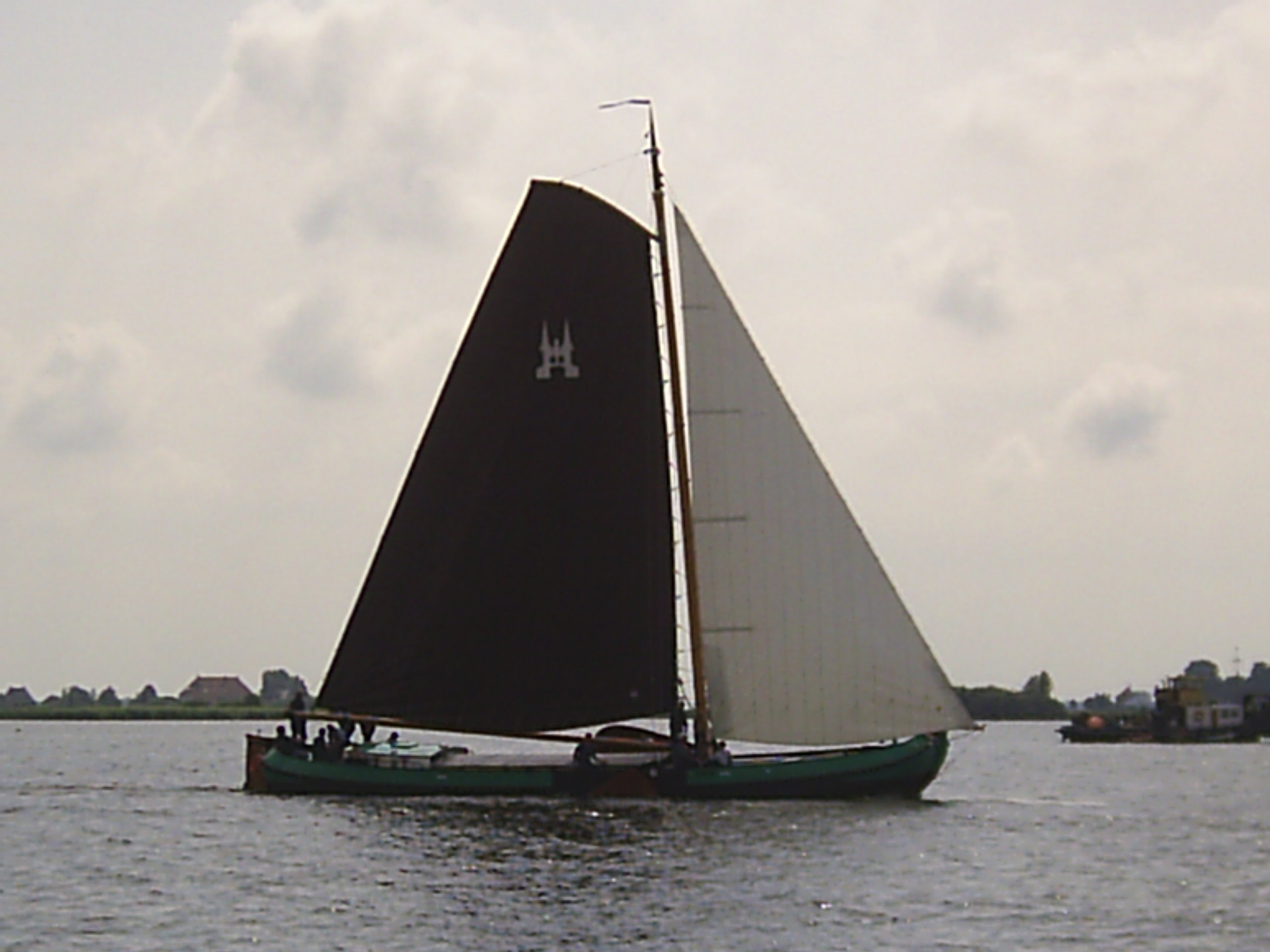
La silueta de Waterpoort, logotipo del equipo local de vela

## Imagen
La imagen de la Waterpoort ha sido el principal atractivo para la celebración de eventos y competiciones de vela y remo por la zona. Su figura aparece en muchos puntos de la ciudad, como en las banderas de asociaciones locales, y se vende como recuerdos a turistas.
Existen por el mundo varias réplicas de la puerta a tamaño real, como en el parque recreativo del empresario chino-holandés Yang Bin cerca de la ciudad de Shenyang (que cuenta con tres réplicas de la misma), en el parque temático japonés Huis ten Bosch, cerca de Nagasaki, en el Madurodam (La Haya) y en Vogelpark Avifauna (que cuenta con una réplica más pequeña). El Legoland de Billund tiene en exhibición un modelo del puente montado en su totalidad con ladrillos de lego.